# اسمي ميدان التحرير (فلم)
« اسمي ميدان التحرير » فيلم وثائقي طوله حوالي ساعة يبحث دوافع ثورة 25 يناير يُعتبر نقلة نوعية في نهج الإعلام الرسمي المصري لتغطية الأحداث، أنتجه عاملون بقناة النيل للأخبار، ومُنِع عرضه في أوّل الأمر، حتّى أُجبر وزير الإعلام في حكومة الجنزوري « أحمد أنيس » على عرضه (قبل 25 يناير 2012 بأيّام معدودات) نتيجة ضغوط شديدة من العاملين بالقناة وتهديدهم بقطع البثّ إن استمرّ في رفضه لعرض الفيلم الوثائقي. ورغم عرض الفيلم اختفى كلّ أثر له فور عرضه من صفحة القناة على اليوتيوب ومن على الموقع الرسمي.
استعراض الفيلم فترة حكم حسني مبارك في لقطات ترجع بالمشاهد إلى عهده، ويصف كيف حاول اكتساب شرعيته من دعوة طوائف المجتمع لمواجهة «الإرهاب»، وكيف استغلّ هذه الظاهرة لتمتدّ حالة الطوارئ في مصر ثلاثة عقود، والتي كانت - بحسب الفيلم - «الغطاء الشرعي للتعتيم على انتهاك حقوق الإنسان في مصر وقمع المعارضين لنظام حكمه».
تطرّق الفيلم حالات التحرش التي تعرض لها الفتيات والصحفيات على أيدي التابعين للنظام البائد سنة 2005 (عقب تعديل المادة 76 من الدستور)، واستخدام النظام لجهاز أمن الدولة لحماية حكمه وإعطائه قوة تجعله فوق المحاسبة والقانون، وكيف أدّى ذلك إلى تحوّل العلاقة بين المواطن والأمن إلى عداء، ما سبّب تفشّي الظّلم والفساد. كما عرض الفيلم نبذة من الإحصائيات التي تكشف عن مظالم وقعت على الشعب المصري وتفاقمت طيلة فترة حكم المخلوع.
يصف الفيلم مقتل الشاب/ خالد سعيد على يدّ قوات الأمن بأنّه بمثابة اختزال لمعاناة الشعب ومفجّراً أساسياً لثورة 25 يناير. ثمّ وصف الفيلم انتهاكات الشرطة المصرية ضدّ المواطنين طوال أيّام الثورة وعرضت مشاهد من ميادين مصر الثورية حيث سقط من الشهداء والجرحى الآلاف مظهراً صوراً لدمائهم وهي تسيل في شوارع مصر.